# Stainz
Stainz é um município da Áustria, situado no distrito de Deutschlandsberg, no estado da Estíria. Tem 92,84 km² de área e sua população em 2019 foi estimada em 4.146 habitantes.